# Johann von Gardner
Johann von Gardner (in russo: Ива́н Алексе́евич Га́рднер) (Sebastopoli, 22 ottobre 1898 – Monaco di Baviera, 25 febbraio 1984) è stato un vescovo ortodosso, musicologo e critico musicale russo, professore presso l’Università Ludwig Maximilian di Monaco e Vescovo ausiliare della diocesi di Berlino della Chiesa ortodossa russa fuori dalla Russia.
In quanto studioso, fu particolarmente interessato alla musica sacra. Il suo nome da monaco era Filipp.

## Biografia
Nacque da una famiglia nobile ortodossa di origine tedesca. Da ragazzo visitò i più importanti monasteri russi, iniziò ad apprezzare il canto liturgico, che presto divenne la sua passione. Dopo la Rivoluzione d'ottobre di 1917 abbandona la Russia, perfezionò gli studi di musica sacra presso l'Università di Belgrado da 1920, iniziando la carriera di docente da 1928. Da 1931 a 1934 si trovò in Rutenia subcarpatica dove raccolse una gran quantità di materiale musicale. Nel 1936 divenne monaco col il nome di Filipp e viene ordinato sacerdote e presto fu elevato l'igumeno, in seguito l'archimandrita.
Fu ordinato vescovo a Berlino nel 1942 con il titolo di Potsdam e contestualmente fu anche nominato Vescovo ausiliare della diocesi di Berlino della Chiesa ortodossa russa fuori dalla Russia. Nel 1945 giunse in Baviera, abbandonò l'abito monacale e la dignità vescovile per sposarsi.
In quegli anni scrisse molti articoli di critica musicale e compose opere di musica e arrangiamenti oltre 100 pubblicazioni. Da 1965 fino alla morte insegnò la musica liturgica russa all'Università Ludwig Maximilian di Monaco.

## Opere
- Gardner J. von, Il canto liturgico russo, Ed. La casa di Matriona, 2012. p. 130. ISBN 978-88-97455-06-6
- (DE)  Gardner J. von. Die altrussischen neumatischen Handschriften der Pariser Bibliotheken // Die Welt der Slaven. 1967. Jhrd. III. Heft 2. Wiesbaden. 1958.
- (DE)  Gardner J. von. Zur Frage der Verwendung des Sema Fita in den altrussischen liturgischen Gesangshandschriften mit linierter Notation // Akademie der Wissenschaften und der Literatur. Mainz. Abhandlungen. Jhrg. 1969. № 9.
- (DE)  Gardner J. von. Einiges über den Singmeister Aleksandr Mezenez († 1696) // Die Welt der Slaven. 1967. Jhrd. XII. Heft 2.
- (DE)  Gardner J. von. Die altrussischen Neumen-Handschriften in den Bibliotheken von Belgien und England // Die Welt der Slaven. 1967. Jhrd. VI. Heft 3. Wiesbaden. 1961.